# 그랜드 에티오피아 르네상스 댐

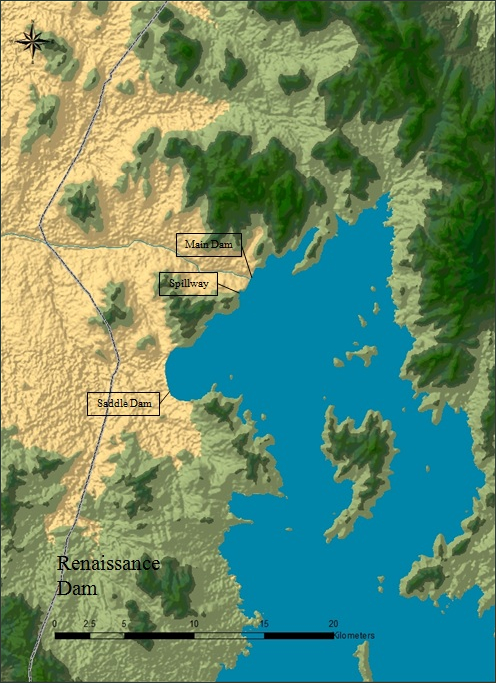

그랜드 에티오피아 르네상스 댐(암하라어: ታላቁ የኢትዮጵያ ሕዳሴ ግድብ, 영어: Grand Ethiopian Renaissance Dam)은 청나일강에 2011년부터 건설중인 에티오피아의 중력댐이다. 수단 국경에서 동쪽으로 15km 떨어진 에티오피아의 베니샹굴구무즈 주에 있다.
면적이 서울시면적 605km2의 3배인  1,800km2에 달하며,공사비가  47억불로
이디오피아  건국이래
최대사업으로 이디오피아의  풍부한전력을
바탕으로 1억  인구 이디오피아의
경제도약이  예상된다.

 6,450 MW의 댐은 아프리카에서 가장 크고 세계에서 7번째로 큰 수력 발전소가 될 예정이다. 2017년 8월 기준으로 작업은 60% 완료되었다. 완료되면 댐은 물로 채우기 위해 5년에서 15년이 걸린다.